# Rhyssa persuasoria
Espèce
Rhyssa persuasoria, la rhysse persuasive, est une espèce d'insectes hyménoptères de la famille des Ichneumonidae.

## Description
La longueur varie de 12 à 25 mm. La femelle dont l'ovipositeur peut atteindre 4 cm parasite les larves du sirex géant (Urocerus gigas).

## Biologie
La femelle est capable de détecter la présence des larves-hôtes dans les galeries des troncs d'arbres et réussit à enfoncer son mince ovipositeur dans le bois: les deux moitiés de l'appendice tournent très rapidement d'avant en arrière et forent un trou dans le bois comme un foret. Un œuf est pondu à proximité de chaque larve. La larve de la rhysse se nourrit extérieurement de son hôte.

## Répartition
L'insecte est visible en été. L'espèce est répandue dans les sapinières et pineraies.